# Бывальки
Бывальки (бел. Бывалькі) — деревня, центр Бывальковского сельсовета Лоевского района Гомельской области Белоруссии.

## География

### Расположение
В 18 км на юго-запад от Лоева, 65 км от железнодорожной станции Хойники) (на ветке Василевичи — Хойники от линии Гомель — Калинковичи), 118 км от Гомеля.

### Гидрография
На востоке мелиоративные каналы.

## Транспортная сеть
Транспортные связи по просёлочной, затем автомобильной дороге Брагин — Лоев. Планировка состоит из чуть изогнутой улицы, ориентированной с юго-запада на северо-восток, которую пересекает криволинейная улица. Застройка двусторонняя, преимущественно деревянная, усадебного типа. В 1987 году построено 50 кирпичных домов, в которых разместились переселенцы из загрязнённых радиацией мест после катастрофы на Чернобыльской АЭС. Одна из улиц носит имя Героя Советского Союза К. П. Гриба (уроженца деревни Синск).

## История
Обнаруженные археологами городища (в 1,5 км на северо-восток от деревни, в урочище Котвина) и поселение (1 км на юг от деревни) раннего железного века, поселение раннефеодального времени (в 1,5 км на северо-восток от деревни) свидетельствуют о заселении этих мест с давних времён. По письменным источникам известна с XVI века.
После 2-го раздела Речи Посполитой (1793 год) в составе Российской империи. В 1811 году владение графа Юдицкого, в Речицком уезде Минской губернии. В 1850 году владение Радзивиллов. Княгиня Любомирская в 1876 году владела в деревне 257 десятинами земли. В 1885 году деревня Михайловка, работала мельница. Согласно переписи 1897 года действовали школа грамоты, хлебозапасный магазин, трактир. В 1908 году в Деражичской волости.
С 8 декабря 1926 года центр Бывальковского сельсовета Лоевского района, 16 июля 1954 года упразднён и территория присоединена к Деражичскому сельсовету, который 25 марта 1965 года переименован в Бывальковский сельсовет Речицкого, с 30 июля 1966 года Лоевского районов. Входил в Речицкий, с 9 июня 1927 года до 26 июля 1930 года в Гомельском округах, с 20 февраля 1938 года в составе Гомельской области.
В 1929 году действовали начальная школа, отделение потребительской кооперации. В 1930 году организован колхоз «Красный флаг», работали кузница (с 1929 года) и 2 ветряные мельницы. Во время Великой Отечественной войны партизаны разгромили опорный пункт, созданный оккупантами в деревне. В 1943 году гитлеровцы сожгли 330 дворов, убили 9 жителей. В боях около деревни 17-18 октября 1943 года отличились командир отделения С. Д. Козонов и младший сержант А. И. Владимиров (присвоено звание Героя Советского Союза). Здесь также погибли 433 советских солдата и партизана, в их числе Герои Советского Союза Б. Е. Давлетов, Ф. А. Ермаков, В. А. Карпенко (похоронены в братской могиле в центре деревни). Из 420 дворов 413 были уничтожены, в семи оставшихся после освобождения ютилось всё оставшееся население Бывалек. Согласно переписи 1959 года центр колхоза «Ленинский флаг» (ныне — КСУП «Бывальки»). Расположены средняя и музыкальная школы, Дом культуры, библиотека, аптека, больница, отделение связи, 3 магазина, детский сад.

## Население

### Численность
- 1999 год — 318 хозяйств, 802 жителя.

### Динамика
- 1850 год — 82 двора.
- 1885 год — 126 дворов, 689 жителей.
- 1897 год — 190 дворов, 1054 жителя (согласно переписи).
- 1908 год — 254 двора, 1547 жителей.
- 1929 год — 1870 жителей.
- 1940 год — 360 дворов.
- 1959 год — 1222 жителя (согласно переписи).
- 1999 год — 318 хозяйств, 802 жителя.

## Культура
- Дом культуры
- Музей ГУО "Государственное учреждение образования "Бывальковская средняя школа имени К.П.Гриба"

## Известные уроженцы
- К. Р. Синилов — генерал-лейтенант (с октября 1941 года по 1953 год был комендантом Москвы).